# Wataha

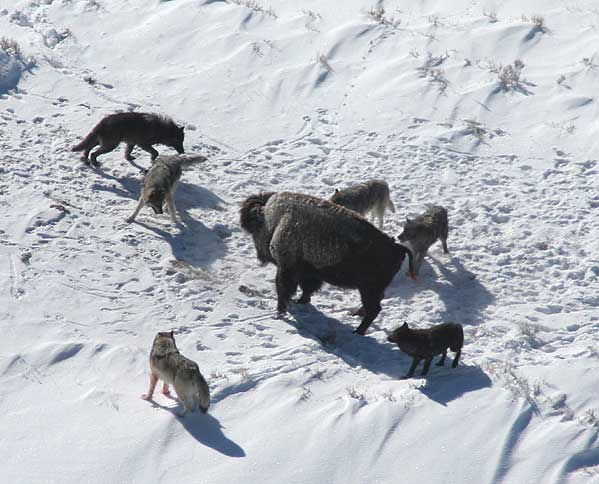
Stado wilków atakujące bizona

Wataha – grupa wilków lub dzików działająca razem, w szerszym znaczeniu termin odnoszony również do stada psów, likaonów lub jenotów. Ma określoną hierarchię wewnętrzną. Jest to zwykle grupa rodzinna składająca się z pary rodzicielskiej i młodych z jednego lub kilku miotów.

## Hierarchia watahy
Wataha składa się z osobników przewodzących zwanych alfa (samiec i samica lub jedno z nich). Osobnik alfa ma absolutną władzę nad członkami watahy, przewodzi większości pościgów, najprędzej i najbardziej gwałtownie reaguje na pojawienie się intruzów. Pozostali członkowie stada okazują mu swoją podległość.
Czasami wyróżnia się osobnika beta. Wataha może posiadać osobnika omega – o najniższym statusie w grupie – który jest czasowo lub stale odsunięty od watahy. Wysoki status w grupie oznacza zarówno możliwość rozrodu (w przypadku osobników alfa), jak i pierwszeństwo w dostępie do jedzenia.

## Status młodych w grupie
Młode wilki do wejścia w okres dojrzewania mają dość szczególną pozycję w watasze. Wszystkie dojrzałe wilki opiekują się młodymi i je karmią (po okresie karmienia mlekiem matki). Młode wykazują uległość osobnikom dorosłym i są przez nie wychowywane (z zachowaniem hierarchii wilków w grupie). Młode mają jednak odrębną i szybko zmienną hierarchię. Nowo skojarzona para opuszcza watahę i tworzy nową.

## Terytorium
Wataha wilków zajmuje terytorium od 100 do 1000 km². Jego wielkość, jak i sposób jego użytkowania, zależy od rodzaju terytorium i od dostępności pokarmu.

## Polowanie
Ssaki drapieżne polujące samotnie atakują ofiary równe co do wielkości lub mniejsze od siebie. Skoordynowane polowanie grupy drapieżników pozwala przełamać to ograniczenie i polować nawet na duże ssaki kopytne. Psowate polują najczęściej poprzez długotrwałą gonitwę ofiary na otwartych terenach trawiastych, gdzie polowanie grupowe ma znacznie większe szanse na zakończenie sukcesem. Wataha goniąca ofiarę o dużych rozmiarach stara się zagonić ją w miejsce uniemożliwiające dalszą ucieczkę, następnie otoczyć i pochwycić za gardło. Broniąca się ofiara jest jednocześnie atakowana z różnych stron, kąsana w miękkie części ciała, co doprowadza do jej osłabienia, a nawet wykrwawienia. Obserwowane przez badaczy watahy wilków przeprowadzały zorganizowane polowania, złożone z etapów obserwacji ofiary, podziału grupy na naganiających i czatujących w ukryciu, okrążenie ofiary przez naganiających i zapędzanie w kierunku czatujących członków watahy. Największą skuteczność polowań stwierdzono u likaonów.